# Jérémie Mion
Pour les articles homonymes, voir Mion.
Jérémie Mion, né le 5 juillet 1989 à Paris, est un skipper français.
Il est champion d'Europe en 470 en 2013 et en 2016 avec Sofian Bouvet et médaillé de bronze européen sur 470 en 2017 avec Guillaume Pirouelle . Il est aussi médaillé de bronze en 470 aux Championnats du monde de 2016. 
Il remporte la médaille d'or en 470 aux Championnats du monde de voile 2018 avec Kevin Peponnet et la médaille de bronze des Championnats d'Europe de 470 en 2019 avec Kevin Peponnet. 